# Annamanum rondoni
Annamanum rondoni es una especie de escarabajo longicornio del género Annamanum, tribu Monochamini, familia Cerambycidae. Fue descrita científicamente por Breuning en 1962.
Se distribuye por China, Laos y Vietnam. Mide 14-20 milímetros de longitud. El período de vuelo ocurre en los meses de abril y junio.